# Juayúa
Juayúa () é um município localizado no departamento de Sonsonate, em El Salvador.

## Transporte
O município de Juayúa é servido pela seguinte rodovia:
- RN-12,  que liga a cidade ao município de Salcoatitán<
- CA-12, que liga o distrito de Metapán (Departamento de Santa Ana) (e a Fronteira El Salvador-Guatemala, na cidade de Concepción Las Minas) à cidade de Acajutla (Departamento de Sonsonate) [1]
- SON-20, que ligam vários cantões do município